# Сафаралиев, Гаджимет Керимович
Гаджиме́т Кери́мович Сафарали́ев (род. 26 июня 1950, Махачкала) — советский и российский физик и государственный деятель, депутат Государственной думы РФ III, IV, V, VI и VII созывов. Доктор физико-математических наук, профессор (с 1991), заведующий кафедрой экспериментальной физики Дагестанского государственного университета, член-корреспондент РАН (2008). Заслуженный деятель науки Российской Федерации» (2006).

## Биография
Родился 26 июня 1950 года в Махачкале в семье служащего. По национальности лезгин.

## Научная деятельность
В 1972 году с отличием окончил физический факультет Дагестанского государственного университета. Затем был принят на работу младшим научным сотрудником кафедры экспериментальной физики и поступил в очную аспирантуру Ленинградского электротехнического института (ЛЭТИ). В 1975 году окончил аспирантуру ЛЭТИ и досрочно защитил кандидатскую диссертацию. В 1989 году защитил диссертацию на соискание ученой степени доктора физико-математических наук.
C 1990 года заведовал кафедрой экспериментальной физики ДГУ. Руководитель научного направления «Широкозонные твердые растворы на основе карбида кремния». Подготовил 5 докторов и 26 кандидатов наук.
В 1991 году Сафаралиеву присвоено звание профессора, в 1994 году — «Соросовский профессор».
С 1994 года до 1999 года работал проректором по научной работе и развитию ДГУ.
В 2007 году окончил Санкт-Петербургский государственный инженерно-экономический университет.
В 2008 году избран член-корреспондентом РАН по отделению «Нанотехнология и информационные технологии».
Область его научных интересов включает физику и технологию высокотемпературных полупроводников и керамических материалов. Автор около 200 научных статей, учебников и патентов.

## Политическая карьера
В декабре 1999 года был избран депутатом Государственной Думы РФ третьего созыва по общефедеральному списку избирательного блока «Медведь». Заместитель председателя Комитета ГД по образованию и науке. В феврале 2000 года был избран членом исполкома ОПОД «Единство». В мае 2000 года был избран членом Центрального исполнительного комитета партии.
В декабре 2003 года был избран депутатом Государственной Думы РФ по федеральному списку партии «Единая Россия». Вошел в состав фракции «Единая Россия». С января 2004 года по декабрь 2007 года работал первым заместителем председателя Комитета ГД по вопросам местного самоуправления.
В декабре 2007 года был избран депутатом Государственной Думы ФС РФ пятого созыва в составе федерального списка кандидатов, выдвинутого Всероссийской политической партией «Единая Россия». Член фракции «Единая Россия». С декабря 2007 года по декабрь 2011 года работал заместителем Председателя Комитета ГД РФ по образованию.
В декабре 2011 года избран депутатом Государственной Думы РФ шестого созыва. Председатель Комитета ГД РФ по делам национальностей.
Автор более 40 законопроектов.
Член Межпарламентской комиссии по сотрудничеству между Федеральным Собранием Российской Федерации и Милли Меджлисом Азербайджанской Республики. Член Постоянной делегации Федерального Собрания Российской Федерации в Комитете парламентского сотрудничества Россия — Европейский союз.
В августе 2015 года Глава Дагестана Рамазан Абдулатипов предложил Сафаралиеву возглавить город Дербент.
В 2016 году избран депутатом Государственной Думы VII созыва.

## Законотворческая деятельность
С 1999 по 2019 год, в течение исполнения полномочий депутата Государственной Думы III, IV, V, VI и VII созывов, выступил соавтором 267 законодательных инициатив и поправок к проектам федеральных законов.

## Семья
- Сафаралиевы родом из села Цлак Хивского района.
- Прадед — Алимет. Прабабушка — Ханпери.
- Дед, Гаджимет Алиметович Сафаралиев (1894—1939) — советский государственный и общественный деятель[11]. Активный участник Гражданской войны. Он стал активным революционером в Кюринском округе. Возглавлял партизанский отряд, воевавший против турецких интервентов. В 1920 году под его руководством были перекрыты пути переброски банд Гоцинского в Южный Дагестан, и позднее его не раз направляли на борьбу с бандитизмом. После окончания гражданской войны Г. А. Сафаралиев работал председателем Ахтынского, Агульского окружных исполкомов, начальником милиции и затем председателем исполкома Самурского округа. В 1932-37 годах возглавлял Дагдортранс. В 1937 году арестован. Приговором Военного трибунала СКВО от 20 сентября 1939 года Г. А. Сафаралиев был осужден на 10 лет без права переписки[11].
- Бабушка, Пери — известная ковровщица.
- Отец, Керим. Организовал совхоз «Сафаралиевский» в память о своём отце[12]. Работал нефтяником, мать — врачом[13].
- Двоюродный дядя, Алимет Мирзоевич Сафаралиев (1937—1988) — художник[14].
- Женат.
- Дети:
- дочь, Диляра — кандидат экономических наук. Первый заместитель директора ГБУ «Московский дом национальностей»[15].
- дочь, Сабина — кандидат юридических наук. Директор Консультационного центра Управления Верховного комиссара ООН по делам беженцев, доцент кафедры гражданского права Дагестанского государственного университета.
- сын, Керим — кандидат юридических наук. На момент смерти в мае 2021 был заместителем прокурора Красносельского района Санкт-Петербурга[16].

## Награды и премии
- Орден Александра Невского (5 февраля 2024) — за большой вклад в развитие отечественной науки, многолетнюю плодотворную деятельность и в связи с 300-летием со дня основания Российской академии наук[17]
- Орден Почёта (16 октября 2012) — за большой вклад в развитие российского парламентаризма и активную законотворческую деятельность[1][18]
- Орден Дружбы (14 сентября 2000) — за заслуги в обучении и воспитании учащихся, подготовку высококвалифицированных специалистов и многолетний добросовестный труд[19]
- Почётное звание «Заслуженный деятель науки Российской Федерации» (20 апреля 2006) — за заслуги в области науки[20]
- Орден «За заслуги перед Республикой Дагестан»
- Почётное звание «Заслуженный деятель науки Республики Дагестан»
- Лауреат премии Правительства Российской Федерации в области образования (2003)[21]
- Почётная грамота правительства Российской Федерации (16 декабря 2019) — за большой вклад в развитие российского парламентаризма и активную законотворческую деятельность[22]
- Лауреат Госпремии Республики Дагестан в области науки
- Почётный знак Государственной Думы Федерального Собрания Российской Федерации «За заслуги в развитии парламентаризма»